# 大衛·菲爾普斯
大衛·愛德華·菲爾普斯（英語：David Edward Phelps，1986年10月9日—），為美國職棒大聯盟的投手，出生於密蘇里州聖路易。他先前曾效力過洋基、馬林魚、水手、藍鳥、小熊、釀酒人與費城人等隊。

## 職業生涯

### 紐約洋基
2012年球季，洋基隊將菲爾普斯進開幕戰輪值內，而他也在4月8日登上大聯盟。4月29日，由於弗雷迪·賈西亞表現不佳，因此菲爾普斯進入先發輪值。而到了五月中安迪·派提特從小聯盟復出回到大聯盟時，再次被調回牛棚，並於大衛·羅伯森傷癒復出之後被送回小聯盟。到了7月初時，C·C·沙巴西亞及安迪·派提特進入傷兵名單後，再次回到大聯盟。
2013年5月29日，菲爾普斯在面對大都會的比賽時僅投了0.1局就狂失5分，寫下新洋基球場先發投手的最短先發局數。7月6日，他因為前右臂受傷，被放進60天傷兵名單，留下6勝5敗，防禦率5.01的成績。
2014年球季，菲爾普斯出賽32場比賽，其中17場先發，拿下5勝5敗，防禦率4.38，92次三振與42次保送的成績。

### 邁阿密馬林魚
2014年12月19日，洋基隊將菲爾普斯與馬丁·普拉多交易至馬林魚隊，換來納坦·艾瓦爾迪、加勒特·瓊斯及多明哥·赫曼。
加入馬林魚後，球隊將他定位成第8局登板的布局投手。他出賽25場比賽，防禦率僅1.93。

### 西雅圖水手
2017年7月20日，馬林魚用菲爾普斯向水手隊交易Brayan Hernandez、Brandon Miller、Pablo Lopez和Lukas Schiraldi等四名球員。隔年3月21日，他因為進行尺骨附屬韌帶重建術而缺席整個賽季。

### 多倫多藍鳥
2019年1月12日，菲爾普斯與藍鳥隊簽約。

### 芝加哥小熊
2019年7月30日，藍鳥隊將菲爾普斯交易至小熊隊，換來新秀Thomas Hatch。

### 密爾瓦基釀酒人
2020年1月29日，他與釀酒人簽下1年的合約。該年他在釀酒人投出2勝3敗，防禦率2.77。

### 費城費城人
2020年8月31日，釀酒人用菲爾普斯向費城人交易Juan Geraldo、Brandon Ramey和Israel Puello等三名選手。

### 重回多倫多
2021年2月11日，菲爾普斯和藍鳥簽下1年1175萬美元的合約。

## 投球風格
擁有五種球路，其中快速球系的四縫線快速球最快可達93英哩，二縫線快速球則落在89~92英哩之間，卡特球在86~88英哩，變化球系有曲球與變速球，交互運用造成打者諸多的三振。

## 外部連結
- 球員資訊和成績在MLB ，ESPN ，Retrosheet ，Baseball Reference ，Baseball Reference (Minors) ，Fangraphs ，The Baseball Cube （英文）
- 大衛·菲爾普斯在台灣棒球維基館上的頁面（繁體中文）